# ガリツィントンネル
ガリツィントンネル（英語: Gallitzin Tunnels）は、アメリカ合衆国ペンシルベニア州ガリツィンにあり、かつてはペンシルベニア州西部のアレゲーニー山脈を越えるペンシルバニア鉄道のトンネルであった。トンネルの所有権はその後ペンシルバニア鉄道からペン・セントラル鉄道、コンレール、そして現時点での所有者であるノーフォーク・サザン鉄道へと順次移管されてきた。トンネルのすぐ東側には、有名なホースシューカーブがある。

## 歴史
山脈を抜ける3本のトンネルのうち、真ん中にある最初のトンネルは、ペンシルバニア鉄道により1851年に着工され、1854年に開通した。当初はサミットトンネル (Summit Tunnel) と命名され、全長3,612フィート（約1,101 m）、標高2,167フィート（約661 m）あり、こんにちではアレゲーニートンネル (Allegheny Tunnel) と呼ばれている。
2本目のトンネルは、3本のトンネルでもっとも南側にあり、ペンシルベニア州によりニュー・ポーテッジ鉄道の一環として1852年から1855年にかけて建設された。1857年にペンシルバニア鉄道がニュー・ポーテッジ鉄道をペンシルベニア州から買収し、アレゲーニートンネルの名をニュー・ポーテッジ鉄道のトンネルの代わりに自社のサミットトンネルに対して割り当てることになった。ニュー・ポーテッジトンネル (New Portage Tunnel) はペンシルバニア鉄道による買収後まもなく使用停止となり、1890年代に複線に拡張されて使用再開され、東行きの列車を主に通すようになった。
3番目のトンネルはもっとも北側にあり、アレゲーニートンネルのすぐ北側に位置しており、1902年に着工され1904年に開通し、ガリツィントンネルとして知られている。
1993年から1995年まで、コンレールはペンシルベニア州の支援を得て、アレゲーニートンネルとニュー・ポーテッジトンネルに大規模な改良工事を行い、ダブルスタックカーがトンネルを通れるようにした。ニュー・ポーテッジトンネルは1993年に東行き用に割り当てられ、アレゲーニートンネルが1854年当初の断面からダブルスタックカーの通れる複線トンネルに拡大されて双方向に割り当てられた。アレゲーニートンネルの工事が1995年9月に完成した後、改良工事の対象とならなかったガリツィントンネルは運用を終了した。

## 座標
- 北緯40度28分53秒 西経78度33分01秒 / 北緯40.4815度 西経78.5504度 - アレゲーニー/ガリツィントンネル西側坑口
- 北緯40度28分45秒 西経78度32分16秒 / 北緯40.4792度 西経78.5379度 - アレゲーニー/ガリツィントンネル東側坑口
- 北緯40度28分38秒 西経78度32分41秒 / 北緯40.4773度 西経78.5447度 - ニュー・ポーテッジトンネル西側坑口
- 北緯40度28分41秒 西経78度32分19秒 / 北緯40.4780度 西経78.5387度 - ニュー・ポーテッジトンネル東側坑口